# Kerpert
Kerpert [kɛʁpɛʁ] (Kerber en breton) est une commune du département des Côtes-d'Armor, dans la région Bretagne, en France.

## Géographie

### Situation
La paroisse fait partie du territoire breton traditionnel du pays Fañch.

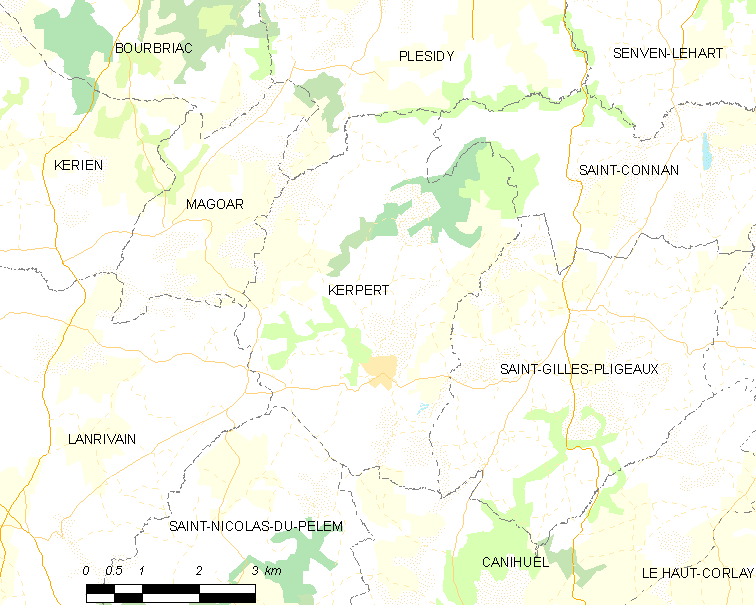
Carte de la commune de Kerpert.

| Magoar                 | Plésidy | Saint-Connan          |
| Lanrivain              | Kerpert | Saint-Gilles-Pligeaux |
| Saint-Nicolas-du-Pelem |         | Canihuel              |

### Géologie et relief
De Duault à Corlay en passant par Kerpert et Saint-Nicolas-du-Pélem, sur plus de 30 km, un massif granitique correspondant à la partie ouest du batholite de Quintin, domine, atteignant 290 mètres, les collines schisteuses de la partie orientale du bassin de Châteaulin situées à son sud.

### Hydrographie
Pour un article plus général, voir Réseau hydrographique des Côtes-d'Armor.
La commune est située dans le bassin Loire-Bretagne. Elle est drainée par le Trieux,.
Le Trieux, d'une longueur de 72 km, prend sa source dans la commune  et se jette  dans la Manche entre Lézardrieux et Ploubazlanec, après avoir traversé 21 communes. 
Un plan d'eau complète le réseau hydrographique : l'étang Neuf, d'une superficie totale de 7,1 ha (0 ha sur la commune),.

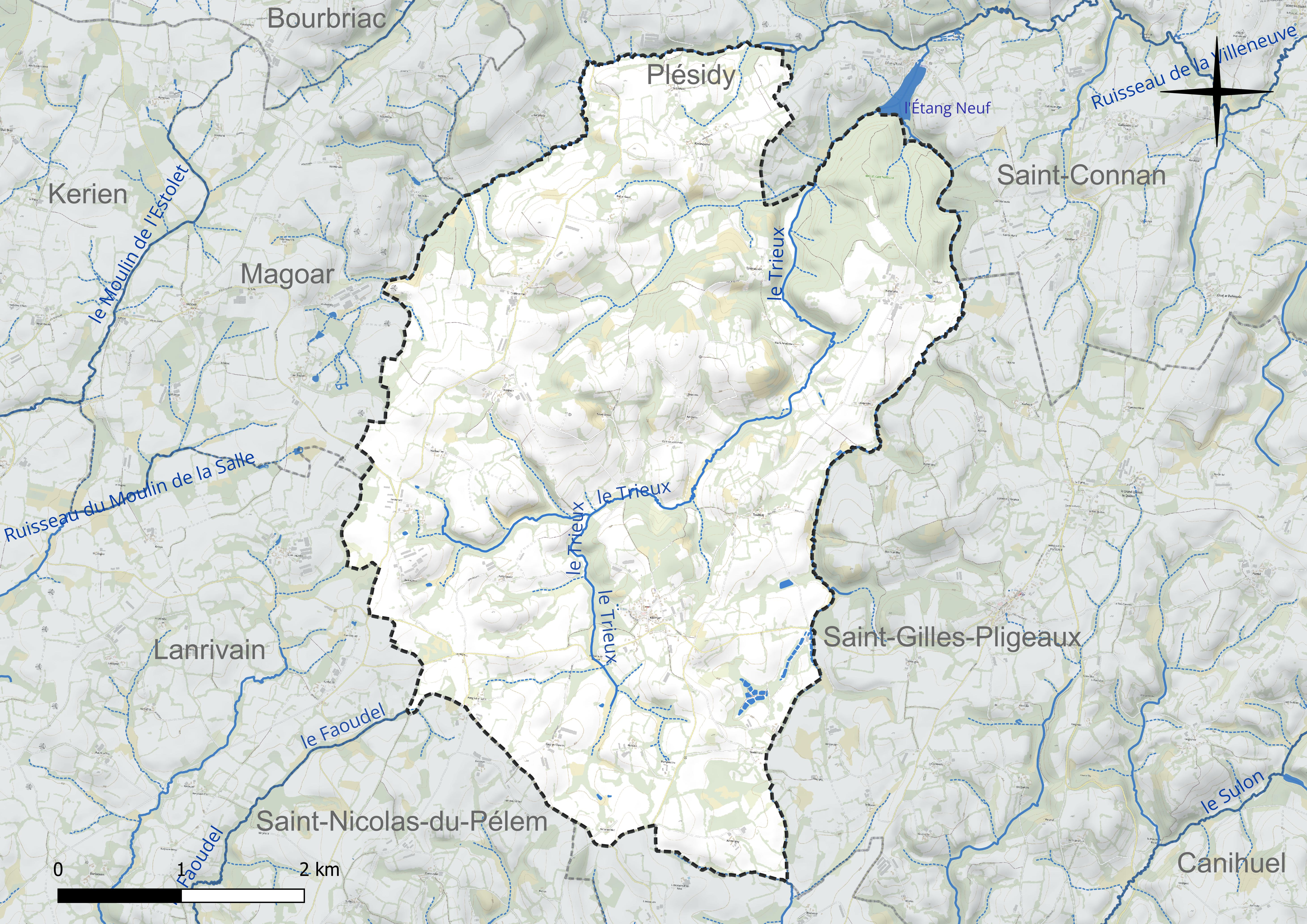
Réseau hydrographique de Kerpert.

### Climat
Le climat qui caractérise la commune est qualifié, en 2010, de « climat océanique franc », selon la typologie des climats de la France qui compte alors huit grands types de climats en métropole. En 2020, la commune ressort du type « climat océanique » dans la classification établie par Météo-France, qui ne compte désormais, en première approche, que cinq grands types de climats en métropole. Ce type de climat se traduit par des températures douces et une pluviométrie relativement abondante (en liaison avec les perturbations venant de l'Atlantique), répartie tout au long de l'année avec un léger maximum d'octobre à février.
Les paramètres climatiques qui ont permis d’établir la typologie de 2010 comportent six variables pour les températures et huit pour les précipitations, dont les valeurs correspondent à la normale 1971-2000. Les sept principales variables caractérisant la commune sont présentées dans l'encadré ci-après.
| Paramètres climatiques communaux sur la période 1971-2000 - Moyenne annuelle de température : 10,7 °C - Nombre de jours avec une température inférieure à −5 °C : 1,4 j - Nombre de jours avec une température supérieure à 30 °C : 1,1 j - Amplitude thermique annuelle : 12 °C - Cumuls annuels de précipitation : 1 099 mm - Nombre de jours de précipitation en janvier : 16,6 j - Nombre de jours de précipitation en juillet : 8,5 j |

Avec le changement climatique, ces variables ont évolué. Une étude réalisée en 2014 par la Direction générale de l'Énergie et du Climat complétée par des études régionales prévoit en effet que la  température moyenne devrait croître et la pluviométrie moyenne baisser, avec toutefois de fortes variations régionales. La station météorologique de Météo-France installée sur la commune et mise en service en 1987 permet de connaître l'évolution des indicateurs météorologiques. Le tableau détaillé pour la période 1981-2010 est présenté ci-après.
| Mois                                  | jan.             | fév.             | mars          | avril           | mai             | juin           | jui.          | août           | sep.           | oct.            | nov.          | déc.            | année      |
| ------------------------------------- | ---------------- | ---------------- | ------------- | --------------- | --------------- | -------------- | ------------- | -------------- | -------------- | --------------- | ------------- | --------------- | ---------- |
| Température minimale moyenne (°C)     | 2,9              | 2,9              | 4,1           | 5,1             | 8               | 10,3           | 12,2          | 12,5           | 10,8           | 8,5             | 5,2           | 3               | 7,1        |
| Température moyenne (°C)              | 5,3              | 5,7              | 7,6           | 9               | 12,3            | 14,8           | 16,8          | 17,2           | 14,8           | 11,7            | 7,9           | 5,4             | 10,7       |
| Température maximale moyenne (°C)     | 7,7              | 8,5              | 11            | 12,9            | 16,5            | 19,4           | 21,4          | 21,9           | 18,9           | 14,8            | 10,6          | 7,8             | 14,3       |
| Record de froid (°C) date du record   | −12,8 02.01.1997 | −10,8 07.02.1991 | −5,6 01.03.05 | −2,6 02.04.1996 | 0,4 07.05.1997  | 3,3 01.06.1989 | 6,3 10.07.04  | 6,8 25.08.1993 | 3,3 30.09.1987 | −2,2 29.10.1997 | −4,8 29.11.10 | −8,3 29.12.1996 | −12,8 1997 |
| Record de chaleur (°C) date du record | 15 16.01.1996    | 20,5 27.02.19    | 22,2 30.03.21 | 27 21.04.18     | 29,6 24.05.1989 | 33,7 20.06.17  | 35,9 23.07.19 | 38 09.08.03    | 31,5 07.09.16  | 27,6 01.10.11   | 20 01.11.15   | 15,3 19.12.15   | 38 2003    |
| Précipitations (mm)                   | 135,3            | 116,8            | 86,7          | 90,8            | 72,8            | 58,3           | 61,9          | 58,3           | 75,4           | 119,1           | 123,1         | 132,1           | 1 130,6    |

## Urbanisme

### Typologie
Au 1er janvier 2024, Kerpert est catégorisée commune rurale à habitat très dispersé, selon la nouvelle grille communale de densité à 7 niveaux définie par l'Insee en 2022.
Elle est située hors unité urbaine et hors attraction des villes,.

### Occupation des sols
L'occupation des sols de la commune, telle qu'elle ressort de la base de données européenne d’occupation biophysique des sols Corine Land Cover (CLC), est marquée par l'importance des territoires agricoles (82,9 % en 2018), une proportion sensiblement équivalente à celle de 1990 (82,7 %). La répartition détaillée en 2018 est la suivante : 
zones agricoles hétérogènes (68,1 %), forêts (15,8 %), terres arables (14,8 %), zones urbanisées (1,3 %). L'évolution de l’occupation des sols de la commune et de ses infrastructures peut être observée sur les différentes représentations cartographiques du territoire : la carte de Cassini (XVIIIe siècle), la carte d'état-major (1820-1866) et les cartes ou photos aériennes de l'IGN pour la période actuelle (1950 à aujourd'hui).

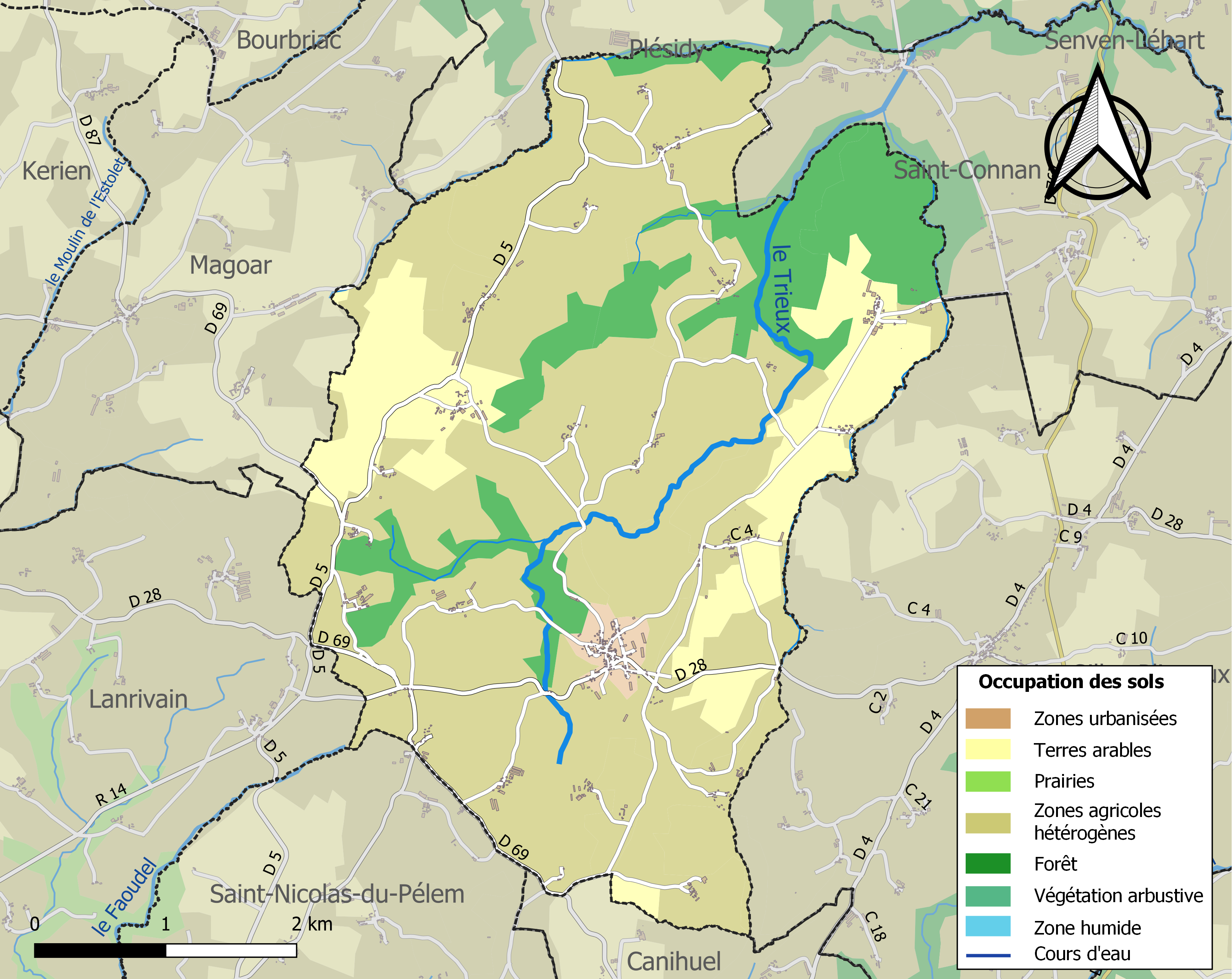
Carte des infrastructures et de l'occupation des sols de la commune en 2018 (CLC).

## Toponymie
Le nom de la localité est attesté sous les formes ecclesia Sancti Petri en 1160, Kerpezre en 1443 et en 1571, Treffve Sainct Pierre en 1535 et en 1536, Kerperre en 1669, Kerperre-Pligeau à la fin du XVIIe siècle, Kerpert au XVIIe siècle, Kerper, Kerpers, Kerpert au XVIIIe siècle.
Ddu breton ker-Per, « la maison ou le village de [saint] Pierre ».
Kerber en breton.

## Histoire

### Moyen-Âge
Kerpert est une ancienne trève avec Saint-Connan de la paroisse de Ploegeau ou Plijo (puis Saint-Gilles-Pligeaux) divisée aujourd'hui en trois communes ; Kerpert est situé dans le pays traditionnel de Cornouaille.
Kerpert a possédé une abbaye cistercienne, aujourd'hui en ruines, Notre-Dame de Koad Maloen, fondée le 27 juillet 1142.
Blason : selon Régis de Saint-Jouan, « deux coquilles et un croissant en pointe, surmontés d'un lambel » (cf. Courcy). Il s'agit des armes de la famille Pligeau, sieurs de Saint-Gilles, connue du XIVe au XVIe siècle.

### LeXIXesiècle
En avril 1851, un loup enragé blessa des vaches, des chevaux et 63 personnes entre Kerpert et Bourbriac, tuant 2 enfants ; 13 autres personnes moururent de la rage entre mai et juillet, contaminées par les morsures.

### LeXXesiècle

#### La Première Guerre mondiale
Le monument aux morts de Kerpert porte les noms de 60 soldats morts pour la France pendant la Première Guerre mondiale ; parmi eux Guillaume Le Gall, décoré de la Médaille militaire et de la Croix de guerre.

#### La Seconde Guerre mondiale
Le monument aux Morts porte les noms de 5 soldats morts pour la Patrie.

## Patrimoine
Abbaye cistercienne Notre-Dame de Koad Maloen.
Église Saint-Pierre (XVIe siècle) à enclos, ossuaire et croix monumentale ; vitraux de Pierre Toulhoat (1923-2014).

## Politique et administration
| Période                                  | Période        | Identité            | Étiquette | Qualité                                                                |
| ---------------------------------------- | -------------- | ------------------- | --------- | ---------------------------------------------------------------------- |
| Les données manquantes sont à compléter. |                |                     |           |                                                                        |
| 1933                                     | octobre 1947   | Joseph Le Bizec     | Rad.      | Agriculteur                                                            |
| octobre 1947                             | mars 1971      | Pierre Lorguilloux  | MRP       | Agriculteur, maire honoraire                                           |
| mars 1971                                | 22 mars 2008   | Jean-Paul Allanic   | PS        | Agriculteur                                                            |
| 22 mars 2008                             | 4 juillet 2020 | Jean-Paul Le Moigne | DVG       | Retraité 3e vice-président de la CC du Pays de Bourbriac (2014 → 2016) |
| 4 juillet 2020                           | En cours       | Bruno Taloc,        |           | Agriculteur                                                            |

## Démographie
L'évolution du nombre d'habitants est connue à travers les recensements de la population effectués dans la commune depuis 1793. Pour les communes de moins de 10 000 habitants, une enquête de recensement portant sur toute la population est réalisée tous les cinq ans, les populations de référence des années intermédiaires étant quant à elles estimées par interpolation ou extrapolation. Pour la commune, le premier recensement exhaustif entrant dans le cadre du nouveau dispositif a été réalisé en 2005.

En 2022, la commune comptait 269 habitants, en évolution de −2,18 % par rapport à 2016 (Côtes-d'Armor : +1,78 %, France hors Mayotte : +2,11 %).
| 1793 | 1800 | 1806  | 1821 | 1831  | 1836  | 1841  | 1846  | 1851  |
| ---- | ---- | ----- | ---- | ----- | ----- | ----- | ----- | ----- |
| 865  | 835  | 1 017 | 997  | 1 034 | 1 228 | 1 241 | 1 275 | 1 238 |

| 1856  | 1861  | 1866  | 1872  | 1876  | 1881  | 1886  | 1891  | 1896  |
| ----- | ----- | ----- | ----- | ----- | ----- | ----- | ----- | ----- |
| 1 233 | 1 255 | 1 270 | 1 142 | 1 162 | 1 153 | 1 190 | 1 165 | 1 171 |

| 1901  | 1906  | 1911  | 1921  | 1926  | 1931 | 1936 | 1946 | 1954 |
| ----- | ----- | ----- | ----- | ----- | ---- | ---- | ---- | ---- |
| 1 203 | 1 161 | 1 138 | 1 078 | 1 018 | 933  | 818  | 758  | 596  |

| 1962 | 1968 | 1975 | 1982 | 1990 | 1999 | 2005 | 2006 | 2010 |
| ---- | ---- | ---- | ---- | ---- | ---- | ---- | ---- | ---- |
| 617  | 536  | 441  | 407  | 308  | 318  | 297  | 294  | 297  |

| 2015 | 2020 | 2022 | - | - | - | - | - | - |
| ---- | ---- | ---- | - | - | - | - | - | - |
| 278  | 269  | 269  | - | - | - | - | - | - |

Entre 1851 et 1999 Kerpert, qui avait 1 238 habitants en 1851, a perdu 910 habitants ; la commune a continué à en perdre depuis, passant de 318 habitants en 1999 à 270 en 2018.

## Culture locale et patrimoine

### Langue bretonne
L'adhésion à la charte Ya d'ar brezhoneg a été votée par le Conseil municipal le 18 septembre 2019. Le Label de niveau 1 de la charte Ya d'ar brezhoneg a été décerné à la commune le 13 décembre 2019.

### Lieux et monuments
- Abbaye de Koad Malouen (Coat-Malouen) .
- Église Saint-Pierre, ossuaire[29].

Construite, en forme de croix latine au début du XVIe siècle, elle se situe au milieu de l’enclos paroissial. La reconstruction du clocher-porche ouest date de la première moitié du XVIIe siècle, la sacristie est construite en 1880, les fonts baptismaux construits en 1886 ; croix monumentale sculptée par Yann Larc'hantec en 1869, ornée du visage du Christ et des instruments de la Passion ; ossuaire construit dans la première moitié du XVIe siècle.
À l’intérieur de l’édifice, on distingue la poutre de Gloire, en bois polychrome du XVIe siècle, le maître vitrail où l’on reconnait le blason d’Anne de Bretagne (qui dit-on en fit cadeau à la paroisse lors d’un séjour à l’abbaye de Coat Malouen) et les vitraux modernes de Toulhoat. Un enfeu tenue par un ange au-dessus de l'arc et par deux autres personnages au-dessus des lanterneaux, les armoiries de cet enfeu ne sont pas identifiables avec certitude. De nombreux procès-verbaux de 1666 à 1751 témoignent, en effet, de graves différends, à propos des prééminences dans l’église, entre les abbés de Coatmalouen et les seigneurs de Kerlabourat et Penpoullou, relevant de la seigneurie de Quintin. Deux fresques murales ont été découvertes lors des travaux de rénovation, l’une d’elles représente la croix aux outils avec les instruments de la Passion (lance, pointes, marteau, échelle…).
Restaurée au XIXe siècle, la chaire en bois témoigne de la richesse de la décoration au XVIIe siècle. Dans le transept Nord, une sablière sculptée représente deux moines entourant un tonnelet de vin, mêlant ainsi le profane et le sacré.
Face au porche-clocher, l’ossuaire du XVIe siècle tient une place importante dans l’enclos, lieu de repos des ossements anciens enlevés au cours des inhumations successives, c’est, ici un édifice indépendant, ouvert sur un seul côté par quatre petites baies.
Elle est classée aux Monuments historiques en 1921.

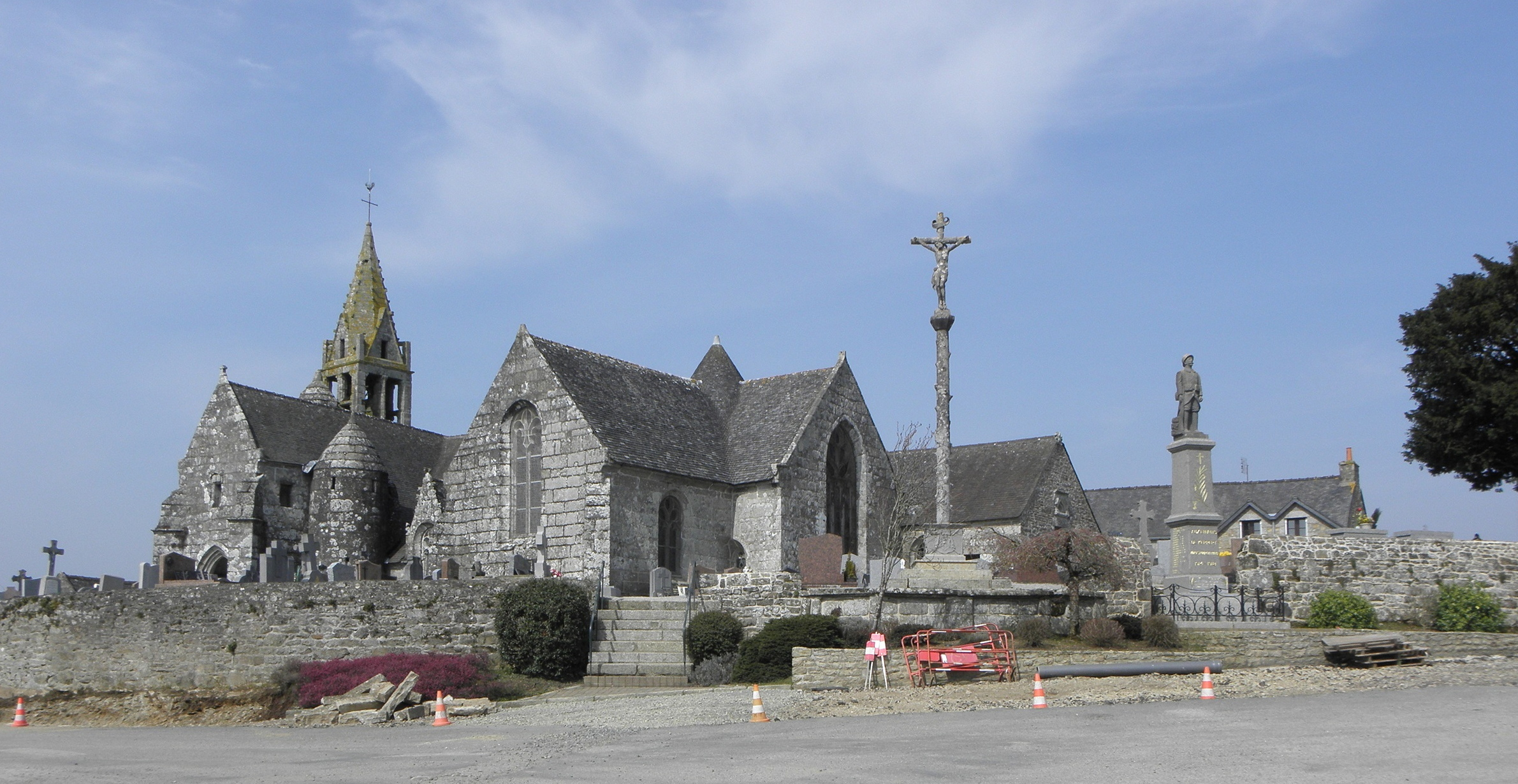
L'église paroissiale Saint-Pierre et la place Principale du village de Kerpert.

- Chapelle de Kergrist Lann : construite en 1755, elle appartenait à la paroisse de Magoar. À la suite d'une querelle Kerpert-Magoar, elle fut détruite vers 1860, rachetée par Kerpert en 1872, elle fut reconstruite. C’est le lieu d'un pardon qui a lieu tous les jeudis de l’Ascension. Le calvaire qui l’accompagne date de la fin du XVe siècle, il fut en partie détruit, sans doute pendant la période révolutionnaire.
- Lavoir et fontaine de dévotion : Feunten ar Werc'hez. Les fontaines de dévotion, objet d'un pardon annuel, avaient la réputation d'avoir des vertus curatives.
- Dolmen de Kéranquéré et menhir de Lesquiolec datés du Néolithique.
- Croix plate : datée du XIIe siècle, matériau: granit ; c’est une croix monolithique qui est sans doute l’une des bornes limitatives des terres allouées à l’abbaye de Coat Malouen par la charte du duc Conan II. À noter un motif profane à l’arrière de la croix : un soleil avec sept rayons parallèles, symbolisme celtique.
- Ferme de Saint-Urnan : construction au XVIIe siècle.

### Métiers d'art
Deux archéo-luthiers, Audrey Lecorgne et Julian Cuvilliez, ont installé leur atelier à Kerpert, fabriquant des lyres et autres instruments anciens, par exemple un psaltérion qu'ils reconstituent à partir de documents anciens.